# Venda Nova e Pondras
Venda Nova e Pondras (oficialmente: União das Freguesias de Venda Nova e Pondras) é uma freguesia portuguesa do município de Montalegre, com 19,13 km² de área e 344 habitantes (censo de 2021). A sua densidade populacional é 18 hab./km².

## História
Foi criada aquando da reorganização administrativa de 2012/2013,  resultando da agregação das antigas freguesias de Venda Nova e Pondras.

## Demografia
A população registada nos censos foi:
| Distribuição da População por Grupos Etários | Distribuição da População por Grupos Etários | Distribuição da População por Grupos Etários | Distribuição da População por Grupos Etários | Distribuição da População por Grupos Etários | Distribuição da População por Grupos Etários |
| -------------------------------------------- | -------------------------------------------- | -------------------------------------------- | -------------------------------------------- | -------------------------------------------- | -------------------------------------------- |
| Antes da agregação                           |                                              |                                              |                                              |                                              |                                              |
| Ano                                          | 0-14 anos                                    | 15-24 anos                                   | 25-64 anos                                   | >= 65 anos                                   | Total                                        |
| 2001                                         | 70                                           | 86                                           | 284                                          | 154                                          | 594                                          |
| 2011                                         | 38                                           | 32                                           | 187                                          | 136                                          | 393                                          |
| Após a agregação                             |                                              |                                              |                                              |                                              |                                              |
| Ano                                          | 0-14 anos                                    | 15-24 anos                                   | 25-64 anos                                   | >= 65 anos                                   | Total                                        |
| 2021                                         | 22                                           | 29                                           | 148                                          | 145                                          | 344                                          |

## Localidades
A União de Freguesias é composta por 8 aldeias:
- Codeçoso
- Ormeche
- Padrões
- Paio Afonso
- Pondras
- Sangunhedo
- São Fins
- Venda Nova